# 조선의 개국공신
조선의 개국공신(開國功臣)은 1392년 조선의 개국에 공을 세운 사람에게 녹훈(錄勳)된 작위이다.

## 목록
다음 목록 및 그 등급은 1392년 8월 20일 태조에 의해 정해진 것이다.
태조는 개국한 지 한달 뒤인 1392년 8월에 공신도감(功臣都監)을 설치하고 태조 원년에 개국공신에 책록된 사람은 모두 52인이었다.
제1차 왕자의 난으로 정도전 일파가 제거된 뒤 1398년 12월, 방원(芳遠)·방의(芳毅)·방간(芳幹) 등 세 왕자가 1등 개국공신에 추록되어 조선의 개국공신은 55인으로 최종 확정되었다.

### 1등 공신
좌명개국공신(佐命開國功臣)으로도 불린다. 모두 20명이다.
| - 김사형(金士衡) - 배극렴(裵克廉) - 이지란(李之蘭) - 정도전(鄭道傳) - 조인옥(趙仁沃) | - 오몽을(吳蒙乙) - 장사길(張思吉) - 정희계(鄭熙啓) - 김인찬(金仁贊) - 정안군 이방원(靖安君 李芳遠) | - 남은(南誾) - 정총(鄭摠) - 조준(趙浚) - 조박(趙璞) - 익안군 이방의(益安君 李芳毅) | - 남재(南在) - 이제(李濟) - 이화(李和) - 정탁(鄭擢) - 회안군 이방간(懷安君 李芳幹) |

#### 변동 사항
- 정안군, 익안군, 회안군은 왕자의 난 이후 1398년 12월 15일에 정종에 의해 추록되었다.
- 김인찬(金仁贊)은 건국 초기 친병(親兵)을 통솔하는 책임을 맡았으나 사망하여 55인 외 추봉된 인물이다.
- 오몽을(吳蒙乙)은  1차 왕자의 난에서 숙청되어 공신녹권이 박탈되어 공신에서 제명되었다.
- 회안군 이방간(懷安君 李芳幹)은 형조·대간의 집요한 청죄로 태종(16년)에게 공신녹권을 박탈당한다.
- 조박(趙璞)은 자신의 친척의 아들을 정종의 아들로 속인 혐의로 공신에서 제명되었다.

### 2등 공신
협찬개국공신(協贊開國功臣)으로도 불린다. 모두 13명이다.
| - 정지(鄭地) - 정용수(鄭龍壽) - 박포(朴苞) - 장담(張湛) | - 조견(趙狷) - 조기(趙琦) - 조온(趙溫) - 조반(趙胖) | - 유창(劉敞) - 윤호(尹虎) - 황희석(黃希碩) | - 조영규(趙英珪) - 이민도(李敏道) - 홍길민(洪吉旼) |

#### 변동 사항
- 조견(趙狷)은 태조 1년(9월 27일)에 추록, 황희석(黃希碩)은 같은 해 11월 19일 원종공신에서 승격되었다.
- 박포(朴苞)는 제2차 왕자의 난에서의 죄로 1400년 공신에서 제명되었다.
- 장담(張湛)은 제2차 왕자의 난에서의 죄로 1422년 공신에서 제명되었다.

### 3등 공신
익대개국공신(翊戴開國功臣)으로도 불린다. 모두 22명이다.
| - 고여(高呂) - 손흥종(孫興宗) - 오사충(吳思忠) - 이서(李舒) - 장지화(張至和) - 함부림(咸傅霖) | - 김균(金稛) - 심효생(沈孝生) - 이근(李懃) - 이직(李稷) - 조영무(趙英茂) - 황거정(黃居正) | - 김로(金輅) - 안경공(安景恭) - 이백유(李伯由) - 임언충(任彦忠) - 한상경(韓尙敬) | - 민여익(閔汝翼) - 유원정(柳爰廷) - 이부(李敷) - 장사정(張思靖) - 한충(韓忠) |

#### 변동 사항
- 민여익, 임언충, 장사정, 한상경, 한충, 황거정은 태조 1년(9월 27일)에 추가되었다.
- 심효생(沈孝生), 장지화(張至和), 이근(李懃)은 1409년 제1차 왕자의 난에서 숙청되어 공신에서 제외되었다.
- 손흥종(孫興宗)과 황거정(黃居正)은 이숭인, 이종학을 죽인 혐의로 1411년, 공신에서 제명되었다.
- 장사정(張思靖)은 회안대군의 첩과 간통한 죄로 공신에서 제명되었다.

이외에 개국공신을 도와 태조의 잠저에서 일을 보았거나 공신의 자제로서 공이 있는 1,000여 명에게 원종공신(原從功臣) 으로 칭호를 부여했다.
비고
개국공신으로서 정변에 휘말려 피살된 인사는 정도전 · 남은 · 이제 · 오몽을 · 장담 · 정용수 · 박포 · 이근 · 손흥종 · 심효생 · 장지화 · 황거정이다.

## 포상
다음은 1392년 9월 16일에 공신도감(功臣都監)에 의하여 정해진 포상이다.
- 모습을 기록하기 위한 기념전각
- 공을 기록하기 위한 기념비
- 장자의 공신 계승권
- 자손의 범죄 사면권

### 1등 공신
- 아버지, 어머니, 아내의 작위 3등급 상승 및 봉작 제공
- 직계 아들의 작위 3등급 상승 및 음직 제공
  - 아들이 없을 경우 조카, 사위의 작위 2등급 상승 및 음직 제공
- 구사(丘史) 7명, 진배파령(眞拜把領) 10명
- 전지, 봉작: 사람에 따라 다르다.
  - 배극렴, 조준, 정안군, 익안군, 회안군: 식읍(食邑) 1,000호, 식실봉(食實封) 300 호, 전지 220결, 노비 30구
  - 김사형, 남은, 정도전: 전지 200결, 노비 25구
  - 김인찬, 오몽을, 정총: 전지 150결, 노비 15구
  - 나머지: 전지 170결, 노비 20구

### 2등 공신
- 아버지, 어머니, 아내의 작위 2등급 상승 및 봉작 제공
- 직계 아들의 작위 2등급 상승 및 음직 제공
  - 아들이 없을 경우 조카, 사위의 작위 1등급 상승 및 음직 제공
- 구사 5명, 진배파령 8명
- 전지 100결, 노비 10구

### 3등 공신
- 아버지, 어머니, 아내의 작위 1등급 상승 및 봉작 제공
- 직계 아들의 작위 1등급 상승 및 음직 제공
  - 아들이 없을 경우 조카, 사위의 음직 제공
- 구사 3명, 진배파령 6명
- 전지 70결, 노비 7구

이외에, 1411년 개국공신의 영정을 장생전(長生殿)에 두었다가 1418년 거두었다.

## 개국공신도감
1392년 윤12월 13일에 개국공신도감(開國功臣都監)을 판관(判官) 2명과 녹사(錄事) 2명의 직제로 두었는데, 1417년 1월 25일에 태종에 의해 공신도감과 통합되었다.

## 제명자
- 1400년, 박포는 제2차 왕자의 난에서의 죄로 공신에서 제명되었다.
- 1409년, 제1차 왕자의 난에서 숙청된 정도전, 이근, 장지화, 심효생, 오몽을, 이제, 남은은 공신에서 제명되었다. 이제와 남은은 1421년 태종에 의해 복권되었으며, 정도전은 1865년 신정왕후의 명을 받은 고종에 의해 복권되었다.
- 같은 날, 조박은 자신의 친척의 아들을 정종의 아들로 속인 혐의로 공신에서 제명되었다.
- 1411년, 손흥종과 황거정은 이숭인, 이종학을 죽인 혐의로 폐서인되었다.
- 1415년, 이직은 공신에서 제명되었다가 1422년 복권되었다.
- 1416년, 회안군은 1416년 형조·대간의 집요한 청죄로 녹권을 추탈당했다.
- 1417년, 장사정은 회안대군의 첩과 간통한 죄로 공신에서 제명되었다.
- 1418년, 정용수는 동북면의 난에 연루되어 공신에서 제명되었다가 1437년 복권되었다.
- 1422년, 장담은 제2차 왕자의 난에서의 죄로 공신에서 제명되었다.

## 문화재 지정

### 국보
- 심지백 개국원종공신녹권 (국보 제69호)
- 이화 개국공신녹권 (국보 제232호)
- 이제 개국공신교서 (국보 제324호)
- 이원길 개국원종공신녹권 (국보 제250호)

### 보물
- 김회련 개국원종공신녹권 (보물 제437호)
- 장관 개국원종공신녹권 (보물 제726호)
- 김천리 개국원종공신록권 (보물 제1076호)
- 진충귀 개국원종공신록권 (보물 제1160호)
- 최유련 개국원종공신록권 (보물 제1282호)

## 참고 자료
- 《조선왕조실록》, 〈태조실록〉 및 그 외